# Joe Torre
Joseph Paul Torre (Brooklyn, Nueva York, 18 de julio de 1940), conocido como Joe Torre, es un exjugador de béisbol en las Grandes Ligas. Se retiró a la edad de 37 años, para convertirse en mánager. Antes de retirarse de su carrera de jugador, jugó 18 días como jugador y mánager de forma simultánea.

## Jugador
- Milwaukee / Atlanta Braves (1960 - 1968)
- Saint Louis Cardinals (1969 - 1974)
- New York Mets (1975 - 1977)

## Entrenador
- New York Mets (1977 - 1981)
- Atlanta Braves (1982 - 1984)
- Saint Louis Cardinals (1990 - 1995)
- New York Yankees (1996 - 2007)
- Los Angeles Dodgers (2008 - 2010)

El 16 de septiembre de 2010 Joe Torre anunció su retiro del puesto de mánager de Los Angeles Dodgers para dedicarse a su familia, siendo sustituido por Don Mattingly.